# Jermaine Gonzales
Pour les articles homonymes, voir Gonzales.
Jermaine Gonzales (né le 26 novembre 1984 dans la Paroisse Sainte-Catherine) est un athlète jamaïcain spécialiste du 400 mètres.

## Carrière
Il se révèle durant la saison 2001 en remportant la médaille de bronze des Championnats du monde jeunesse, compétition mettant aux prises les meilleurs athlètes de moins de dix-sept ans. Il obtient ce même résultat dès l'année suivante lors des Championnats du monde juniors de Kingston avec le temps de 45 s 84. En 2003, Jermaine Gonzales est éloigné des pistes d'athlétisme après une déchirure à la cuisse survenue lors des sélections jamaïcaines pour les Championnats du monde de Paris. De retour à la compétition en mai 2004 lors des Penn Relays de Philadelphie, il descend pour la première fois de sa carrière sous les 46 secondes en juillet en réalisant le temps de 45 s 41 au meeting de Lausanne. Sélectionné pour les Jeux olympiques de 2004, Jermaine Gonzales et ses coéquipiers jamaïcains du relais 4 × 400 mètres sont disqualifiés par le jury d'appel après un mauvais passage de témoin.
En 2006, Jermaine Gonzales décroche sa première médaille lors d'une compétition internationale sénior en se classant troisième des Jeux du Commonwealth de Melbourne derrière l'Australien John Steffensen et le Grenadien Alleyne Francique. Il améliore à cette occasion son record personnel sur 400 m avec le temps de 45 s 16. En fin de compétition, le Jamaïcain remporte une seconde médaille de bronze dans l'épreuve du relais 4 × 400 m. Le 14 juillet 2006, Gonzales abaisse son record personnel du 400 m lors du meeting Golden Gala de Rome, descendant pour la première fois sous la barrière des 45 secondes avec 44 s 85.
En 2010, Jermaine Gonzales remporte le meeting de Rabat en 45 s 06, devançant notamment le Bahaméen Chris Brown et le Britannique Martyn Rooney. Il se classe ensuite deuxième du Meeting Areva de Paris-Saint-Denis derrière l'Américain Jeremy Wariner et signe un nouveau record personnel en 44 s 63 qu'il améliore à Monaco en 44 s 40 (record de Jamaïque), cette fois-ci en emportant la course dans l'étape suivante de la Ligue du diamant. Il est désigné athlète jamaïcain de l'année 2010 en compagnie de sa compatriote Veronica Campbell-Brown.
Le 9 juin 2012, à l'occasion du meeting Adidas Grand Prix de New York, 6e étape de la ligue de diamant 2012, il finit 6e du 400 mètres en 45 s 53 (SB), derrière notamment le jeune athlète dominicain Luguelín Santos (45 s 24) et Jeremy Wariner (45 s 30),.

### Palmarès

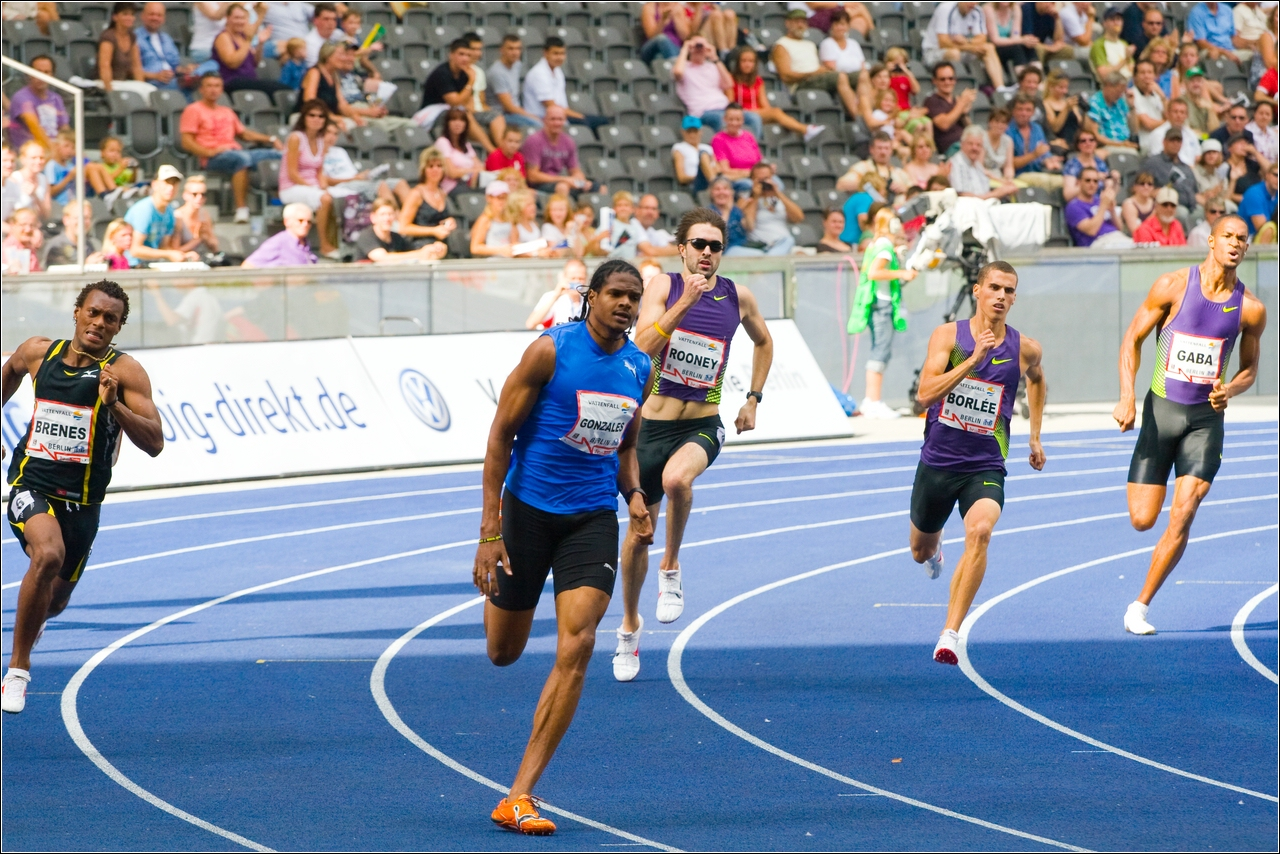
Jermaine Gonzales (au centre) lors du meeting de Berlin 2010

| Année | Compétition                   | Lieu             | Place | Épreuve   | Temps         |
| ----- | ----------------------------- | ---------------- | ----- | --------- | ------------- |
| 2002  | Championnats du monde juniors | Kingston         | 3e    | 400 m     | 45 s 84       |
| 2002  | Championnats du monde juniors | Kingston         | 2e    | 4 × 400 m |               |
| 2006  | Jeux du Commonwealth          | Melbourne        | 3e    | 400 m     | 45 s 16       |
| 2006  | Jeux du Commonwealth          | Melbourne        | 3e    | 4 × 400 m |               |
| 2010  | Ligue de diamant              | Ligue de diamant | 2e    | 400 m     | détails       |
| 2011  | Championnats du monde         | Daegu            | 4e    | 400 m     | 44 s 99       |
| 2011  | Championnats du monde         | Daegu            | 3e    | 4 × 400 m | 3 min 00 s 10 |
| 2011  | Ligue de diamant              | Ligue de diamant | 2e    | 400 m     | détails       |

### Records
| Épreuve | Temps   | Lieu   | Date            |
| ------- | ------- | ------ | --------------- |
| 400 m   | 44 s 40 | Monaco | 22 juillet 2010 |